# Угрехвостые сомы
Угрехво́стые сомы́, или колючие морские сомы (лат. Plotosidae), — одно из двух семейств из отряда сомообразных, преимущественно обитающих в морской воде. Включает 41 вид в 10 родах, обитающих в тропических широтах Индийского и Тихого океанов. Вследствие «Лессепсианской» миграции проникли в восточную часть Средиземного моря. К семейству относится полосатый угрехвост (Plotosus lineatus) — один из восьми наиболее потенциально угрожающих инвазивных видов на территории Европейского союза. Семейство описано голландским ихтиологом Питером Блекером в 1858 году.
Лишены чешуи. Тело удлинённое, заметно сжатое с боков, к хвосту заострённое. Сильно вытянутые рыбы, задней частью похожи на угрей. Голова широкая, слегка приплюснутая с тремя или четырьмя парами усов, на верхней и нижней челюстях и подбородке. Боковые складки углов рта могут выступать в виде коротких усиков. Рот почти конечный (расположенный на оси тела). Зубы конической формы на челюстях, иногда отсутствуют на верхней челюсти или вперемежку на нижней челюсти с коренными зубами. Ноздри хорошо разделены;  ноздри передней пары обычно трубчатые, расположены на переднем крае верхней губы и направлены вверх или вперёд или продырявливая губу направлены вниз; задняя ноздря в виде щели, позади усика передней ноздри. Боковая линия более или менее различима, поры хорошо разделены. Первый спинной плавник начинается над или позади начала грудного; колючка спинного плавника гладкая или зазубренная с переднего и заднего краёв. Жировой плавник отсутствует. Второй спинной плавник длинный, с многочисленными лучами и так же, как сходный с ним анальный плавник, сливается с заострённым хвостовым плавником. Колючий луч грудного плавника зазубренный по краям, заострённый на верхушке, сильный или слабый. В брюшных плавниках по 10—16 лучей. В коже угрехвостых сомов разбросаны своеобразные органы осязания, похожие на слизистые «ампулы Лоренцини», как у акул и скатов.
Имеют древнее происхождение, насчитывающее несколько миллионов лет, о чём говорит ряд особенностей, среди которых — отверстие в костях черепа, за которым у древних животных находился светочувствительный орган — теменной глаз.
Ядовиты. Яд накапливается в железах и стекает по зазубренным колючкам на спинном и грудном плавниках. Укол ядовитой колючкой вызывает у человека мучительную боль и длительное воспаление. Бурый угрехвост (Plotosus canius) и Plotosus lineatus считаются очень ядовитыми в особенности потому, что ядоносные шипы при уколе обыкновенно обламываются и остаются в ране.
Большинство угрехвостых сомов населяет морские и пресные воды Австралии и Австралазии. За пределы линии Уоллеса выходят только три рода — плотосы (Plotosus Lacepede, 1803), параплотосы (Paraplotosus Bleeker, 1862) и угрехвосты (Euristhmus Ogilby, 1899), — из которых последние два за пределами Австрало-новогвинейского региона известны только из морских прибрежных вод Юго-Восточной Азии, тогда как виды рода Plotosus широко распространены в тропической Индо-Тихоокеанской области.

## Роды
Угрехвостые сомы представлены 41 валидным видом в 10 родах:
- Анодонтигланы (Anodontiglanis)
- Книдогланисы (Cnidoglanis)[2][1]
- Угрехвосты (Euristhmus)[2]
- Неосилуроиды (Neosiluroides)
- Неосилуры, австралийские сомы (Neosilurus)[2]
- Олоплотосы (Oloplotosus)
- Параплотосы (Paraplotosus)
- Plotosus — Плотосы, или угрехвостые сомы (род), или угрехвосты
- Порохилы (Porochilus)
- Пресноводные угрехвосты (Tandanus)[2]